# 传林坊赖庆
传林坊赖庆（日语：／），别名辩庆梦想（日语：／），是日本江户时代前期的武术家、忍者、剑术家、山伏，出身于大明。作为忍者出仕于九州的人吉藩。体舍流兵法认为他是“里体舍”（裏タイ捨）或者说相良忍军的首领。

## 生平
传林坊赖庆到达日本之前的经历缺乏记载。一般认为他是一位前往日本的中国武术家。根据体舍流创始人丸目长惠家族的记载，赖庆曾在长崎与丸目长惠的弟子小田六右卫门夕可决斗，并战胜。以此为契机他拜入丸目长惠门下。:72,73
赖庆是丸目长惠的“直传免许之众”的一员，是可以指导同门的成就较高的弟子。:160,161他擅长忍术，故而作为总帅负责体舍流的忍术指导。他也曾指导水军，建造战船。:72,73
1635年（宽永12年），他为肥前国的永田盛昌授予体舍流的印可。他前往肥前国藤津郡的岩屋山，成为一名修验者，开始巡礼。此后他成为山伏的指导者，并建立了相良氏人吉藩的忍者组织。:72,73
此后传林坊赖庆之名不见于文献记载。:72,731651年（庆安4年），在肥前国嬉野有名为辩庆梦想的人给弟子传授体舍流免许，研究体舍流的学者认为此人即传林坊赖庆。:95-97:160,161

## 影响

### 忍者
作为忍者，赖庆所创立的忍者组织称为“里体舍”，与亲德川幕府的柳生氏、伊贺忍者、甲贺忍者相对抗。
体舍流门内的秘传书中记载传林坊赖庆能够使用“忍法”，他能够使用蛇烧成的灰施行法术，并能够使用犬隐之术（犬隠れの術）、柴隐之术（柴隠れの術）、木叶隐之术（木の葉隠れの術）等遁术。:106,107

### 剑术家
体舍流剑术中有脚法、戳眼、关节技等技法。有的体舍流流派认为这些技法来自中国武术，即传林坊赖庆的传承。
江户时代中期建立的片冈体舍流以赖庆为丸目长惠之下的第二代流祖，该派系在京畿传承到幕末时代。:17
传林坊赖庆之墓在其师丸目长惠墓的旁边。

## 关联条目
- 日本国外出身的武士列表